# George Ross Anderson Jr.
George Ross Anderson Jr (Anderson, 29 de enero de 1929 - 1 de diciembre de 2020) fue un abogado, político y jurista estadounidense que se desempeñó como juez del Tribunal de Distrito de los Estados Unidos para el Distrito de Carolina del Sur. Después de graduarse de la Universidad Southeastern y la Universidad George Washington, sirvió durante un año en la Fuerza Aérea de los Estados Unidos durante la guerra de Corea. Trabajó en la práctica legal privada desde 1954 y fue elegido miembro de la Cámara de Representantes de Carolina del Sur por un período de un año en 1955. Anderson se convirtió en juez federal en 1980, nominado por el presidente Jimmy Carter. Asumiendo el estatus de senior en 2009 y se retirándose en 2016.

## Biografía

### Primeros años
Nació en Anderson, Carolina del Sur. Su padre trabajaba para la fábrica textil Equinox, pero le prohibió a su hijo trabajar allí. Anderson, en cambio, tenía varios trabajos, incluido el reparto de periódicos y techado. Obtuvo su licenciatura en Ciencias Comerciales de la Universidad Southeastern en 1949, además estudió ciencias políticas en la Universidad George Washington desde 1949 a 1951 y recibió una Licenciatura en Derecho de la Facultad de Derecho de la Universidad de Carolina del Sur en 1954.

### Carrera profesional
Era asistente legislativo del senador de Estados Unidos Olin D. Johnston desde 1947 a 1951 y desde 1953 hasta 1954. Sirvió en la Fuerza Aérea de los Estados Unidos desde 1951 hasta 1952, alcanzando el rango de sargento. Se desempeñó como instructor de finanzas e historiador de un ala aérea durante la guerra de Corea.
Por otro lado trabajo en la Cámara de Representantes de Carolina del Sur desde 1955 a 1956, y ejerció la abogacía en Anderson de 1954 a 1980. Fue impopular durante su único período en la legislatura estatal debido a su apoyo a la expansión de la prisión. Durante su carrera fue uno de los primeros analistas de huellas dactilares para la Oficina Federal de Investigaciones, ayudó a diseñar el sistema de suministro de agua para el condado de Anderson y organizó la instalación de televisión por cable en el área.
Anderson fue uno de los doce fundadores de la Asociación para la Justicia de Carolina del Sur, y su presidente de 1971 a 1972. Lo honraron con un premio a la trayectoria poco antes de que tomara estado mayor.

### Servicio judicial y federal
Patrocinado por el senador estadounidense Fritz Hollings, fue nominado por el presidente Jimmy Carter el 18 de abril de 1980, a un puesto en el Tribunal de Distrito de Estados Unidos para el Distrito de Carolina del Sur, vacante dejada por el juez James Robert Martin Jr. Finalmente fue confirmado por el Senado de los Estados Unidos el  21 de mayo del mismo año, y recibió su comisión el 23 de mayo. Asumió el estatus de senior el 29 de enero de 2009, cuando cumplió 80 años, terminando su servicio el 1 de marzo de 2016 debido a su jubilación. 

### Honores
- Un palacio de justicia federal fue rebautizado en honor a Anderson en 2002, siendo un honor poco común para un juez vivo.

- El centro de estudiantes de la Universidad de Anderson recibió su nombre en 2015 y fue una de sus últimas apariciones públicas.

- Fue galardonado con la Orden del Palmetto de Carolina del Sur.[3][1]

### Muerte
Anderson sufrió un deterioro de su salud en su vida posterior y murió el 1 de diciembre de 2020 en un hogar de ancianos de Carolina del Sur.